# Gagnef
Gagnef è un comune svedese di 10.064 abitanti, situato nella contea di Dalarna. Il suo capoluogo è la città di Djurås, che conta (2003) 1.190 abitanti. Il villaggio omonimo, Gagnef, viene al secondo posto nel comune con 1.150 abitanti.

## Località
Nel territorio comunale sono comprese le seguenti aree urbane (tätort):
- Bäsna
- Björbo
- Djurmo
- Djurås
- Floda
- Gagnef
- Mockfjärd
- Sifferbo